# Jean Demarquet
Pour les articles homonymes, voir Demarquet.
Jean-Maurice Demarquet, né le 20 août 1923 à Martigues (Bouches-du-Rhône) et mort le 16 septembre 1989 à Boulogne-Billancourt (Hauts-de-Seine), est un médecin militaire et civil et homme politique français.

## Biographie
Engagé volontaire en 1944 comme auxiliaire médical, il fait partie de la 1re division française libre, et participe à la bataille d'Alsace (1944-1945), puis, en tant que parachutiste volontaire du début de la guerre d'Indochine à 1947. Il est ainsi décoré de la croix de guerre 1939-1945.
Militant du RPF (1947-1955), il est ensuite candidat à une législative partielle en 1955 sous les couleurs du Rassemblement national français.
Il est élu député du Finistère en 1956 sur la liste de l'Union et fraternité française (de Pierre Poujade). À la suite d'un désaccord avec Pierre Poujade, il fonde en 1957 le Front national des combattants avec Jean-Marie Le Pen.
Combattant en Algérie française, il participe à la Semaine des barricades en 1960, puis s'enfuit en Espagne avec Raoul Salan, Pierre Lagaillarde, Joseph Ortiz et Jean-Jacques Susini.
En 1961, il reprend ses études de médecine puis ouvre un cabinet de généraliste à Boulogne-Billancourt. La même année, il épouse Josette Callies, fille de Jean Callies, général d'armée, Médaillé militaire et grand-croix de la Légion d'honneur.
Il soutient lors de l'élection présidentielle de 1965 la candidature de Jean-Louis Tixier-Vignancour. En 1972, il est l'un des fondateurs du Front national. Il fut le médecin de Jean-Marie Le Pen. Mais il se brouillera avec lui : en octobre 1985, il l'accuse publiquement dans Le Monde d'avoir pratiqué la torture pendant la guerre d'Algérie et d'avoir assassiné Hubert Lambert. Il fut condamné en 1989 par la Cour de cassation pour diffamation.

## Publication
- Étude psychosomatique comparative des comportements et des structures psychologiques dans la recto-colite ulcéro-hémorragique et dans la maladie de Crohn. À propos de 75 cas, Paris, Éditions médicales et universitaires, 1975.